# Casera (ricovero alpino)

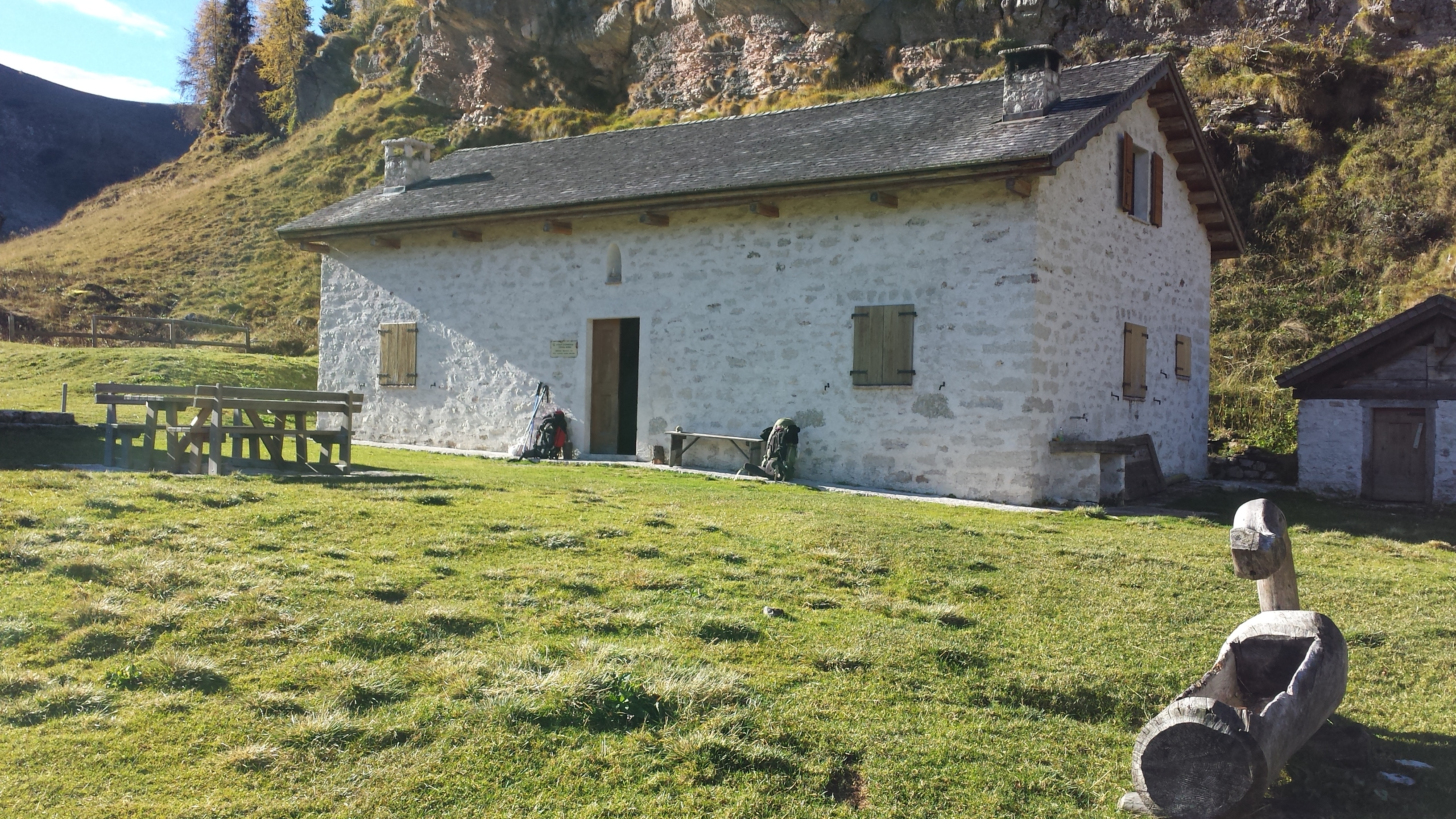
Casera Campotorondo, nel parco nazionale delle Dolomiti Bellunesi

La casera è un'architettura rurale alpina diffusa in Trentino-Alto Adige, Veneto e Friuli-Venezia Giulia. Un tempo dedicata esclusivamente alla lavorazione del latte e come ricovero d'alpeggio, oggi viene utilizzata principalmente per attività ricreative. La casera può presentarsi come ricovero incustodito utilizzato come punto d'appoggio per escursionisti, oppure come luogo di villeggiatura privato.

## Descrizione

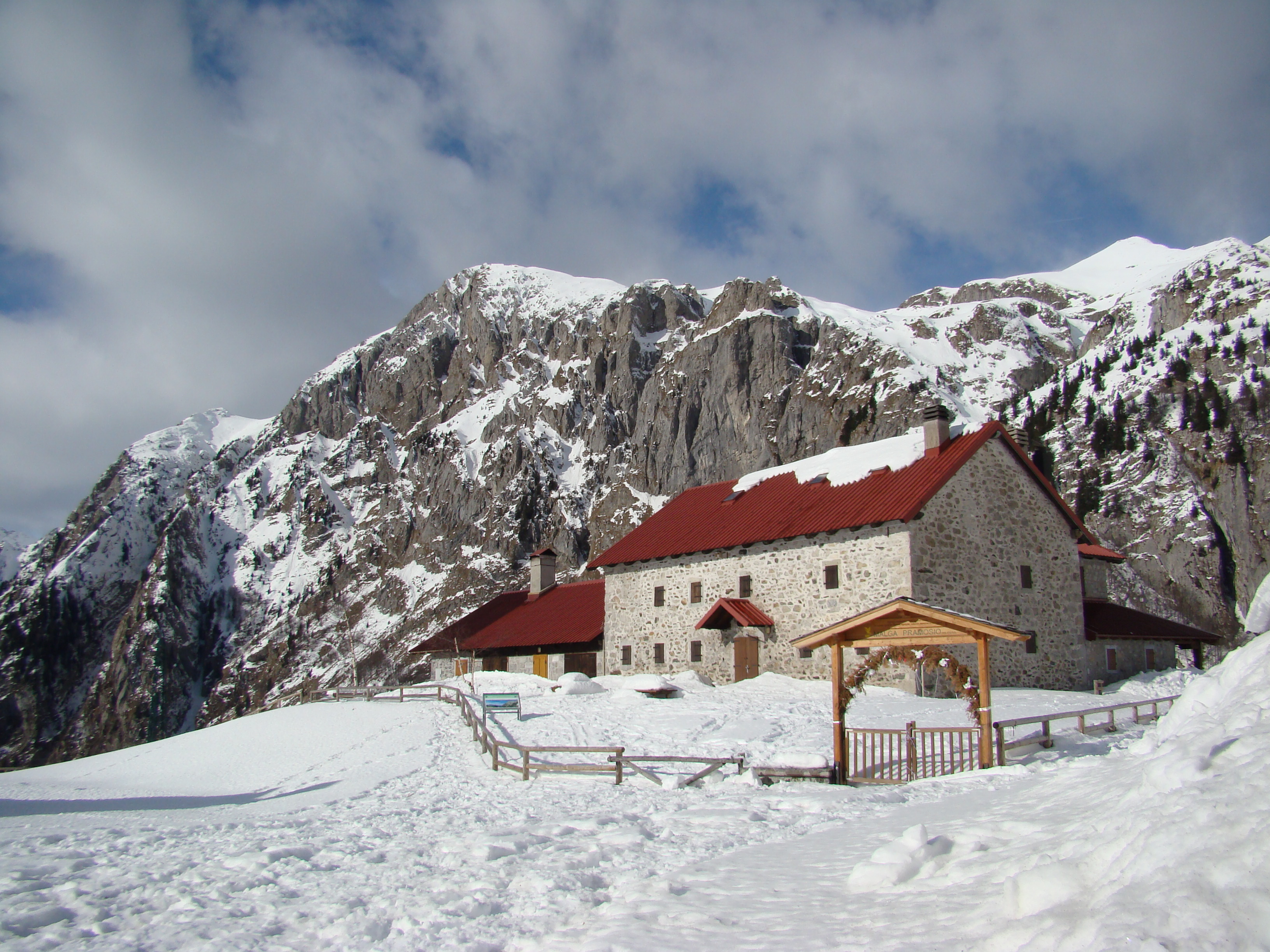
Rifugio Casera Pramosio (Timau)

Il nome casera deriva dal latino casearius, «del cacio», a testimonianza dell'originale utilizzo
Da parte del personale delle malghe come ricovero e per la produzione dei derivati del latte; nelle malghe non più utilizzate, debitamente restaurate, la casera assume la funzione di ricovero alpino destinato ad ospitare escursionisti ed alpinisti. In queste costruzioni la porta è sempre aperta e chiunque può accedervi e in caso di necessità pernottare.
Solitamente al suo interno si trova una stufa o un focolare per potersi scaldare o cucinare, un tavolo, una piccola riserva di legna, attrezzi per provvedere a ripristinare la legna eventualmente consumata e per la pulizia. Una parte del locale è attrezzata con reti oppure un tavolato per poter dormire usando un sacco a pelo. Generalmente tutto è in stile molto rustico ed essenziale anche se non mancano casere in condizioni eccellenti con addirittura acqua corrente e servizi igienici all'interno.
Proprio perché generalmente sono sempre aperte, lo stato in cui si trovano dipende molto dall'educazione di chi le frequenta, quindi chi le utilizza dovrebbe aver cura di lasciarle pulite e in ordine, portarsi a casa i rifiuti e soprattutto non consumare la legna senza rimpiazzarla. Esistono anche delle casere di proprietà di associazioni di montagna o escursionistiche che presentano una parte chiusa a chiave e un'altra aperta a tutti.